# Donbassaero

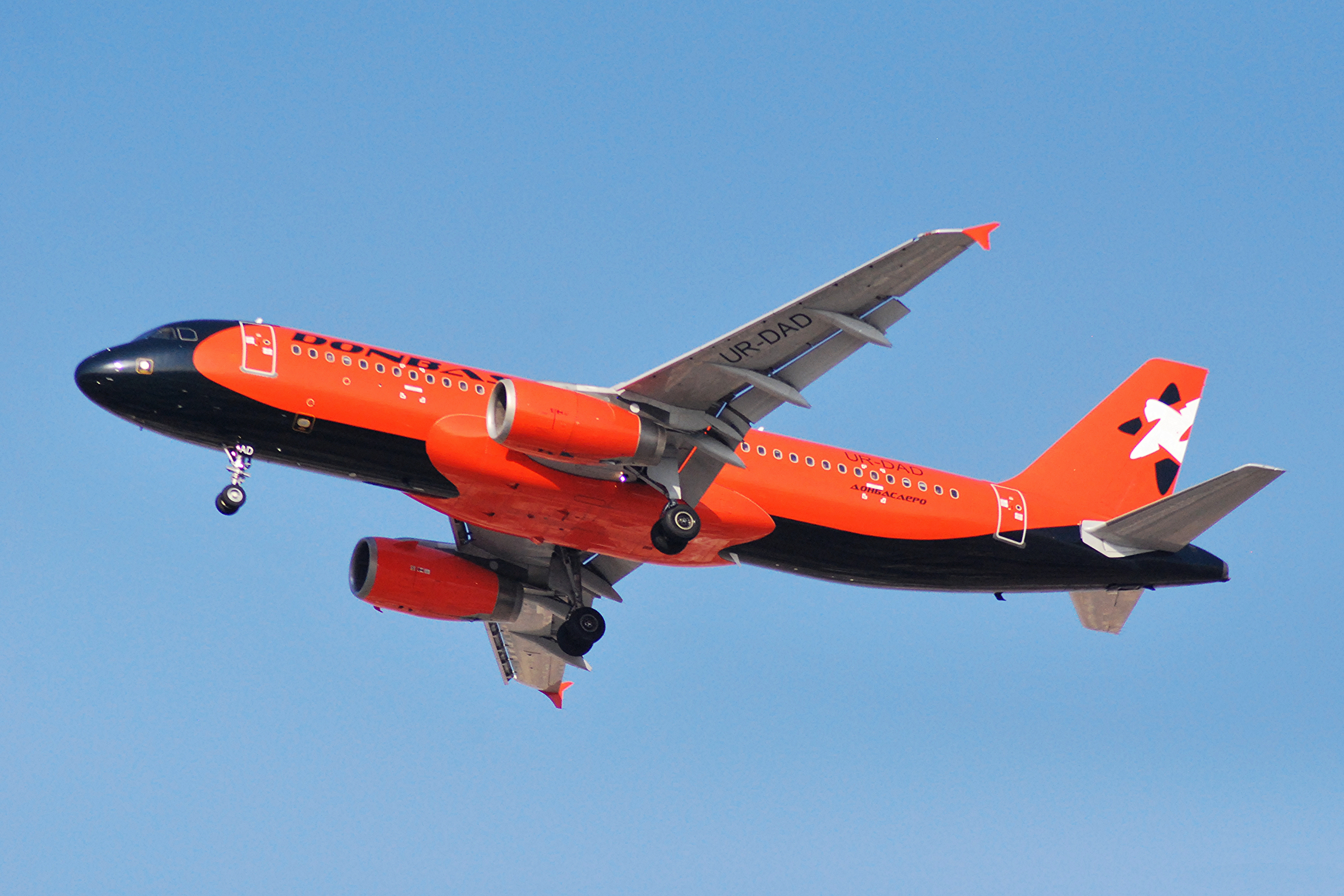
Un A320 de Donbassaero

Donbassaero Airlines (Eastern Ukrainian Airlines) (code AITA 7D ; code OACI UDC) est une compagnie aérienne ukrainienne, implantée dans le Donbass. Cette compagnie fut fondée en 1933 sous le nom de Donetsk Aviation Enterprise. Elle est l'une des compagnies de l'alliance : Ukrainian Aviation Group.

## Flotte
La compagnie compte 8 Airbus A320 et 1 Airbus A321.

## Destinations
Les destinations de Donbassaero sont : Aarhus, Athens, Bergerac, Bourgas, Brest, Bruges, Capri, Clermont-Ferrand, Copenhagen, Dinard, Eindhoven, Esbjerg, Graz, Groningen, Ischia, Klagenfurt, Linz, Manchester, Montpellier, Novosibirsk, Nice, Oostende, Porto, Rodez, Salzburg, Sorrento, Strasbourg et Tampere.